# La Delicà de Gandia
La Delicà de Gandia és una llegenda coneguda en tot el País Valencià, els orígens de la qual se situen a la ciutat valenciana de Gandia.
D'acord amb alguns estudis publicats, aquests fets van tenir lloc en 1498 i la jove implicada va ser Inés de Catani, d'origen llombard.

## Història
Segons conta la llegenda, fa molts segles vivia a Gandia una jove anomenada Inés. Un dia, mentre la jove passejava pels carrers de la ciutat, va passar per l'entrada de la Col·legiata de Gandia. Allà, un pètal de gesmil li va caure al cap i li va provocar la mort a l'instant. Amb aquesta notícia, que es va difondre ràpidament pel poble, es va atribuir a la jove el malnom de la Delicà de Gandia, atés que es deia que era tan delicada que havia mort per l'impacte d'un pètal de gesmil.
No obstant això, aquesta llegenda amaga una explicació per a la mort de la jove: el pètal de gesmil que va caure i va provocar la mort a Inés pertanyia a un dels ornaments de la rosassa de la Col·legiata de Gandia, de manera que el pes del «pètal» de gesmil que es va desprendre era d'uns 400 kg aproximadament.
Arran d'aquesta llegenda, que encara es manté viva en l'imaginari popular, l'expressió «ser més delicat que la Delicà de Gandia» es fa servir en l'actualitat per a referir-se a les persones excessivament escrupoloses. A més, les referències a aquest fet en frases o dites populars són habituals; fins i tot, aquesta llegenda ha quedat plasmada en poemes i peces teatrals tant en valencià com en castellà. En aquest sentit, el tema de la Delicà apareix ja en el segle xviii en la Rondalla de rondalles, obra atribuïda a Lluís de Galiana.